# Université de Boumerdès
 (mars 2015).
Si vous disposez d'ouvrages ou d'articles de référence ou si vous connaissez des sites web de qualité traitant du thème abordé ici, merci de compléter l'article en donnant les références utiles à sa vérifiabilité et en les liant à la section « Notes et références ».
Pour les articles homonymes, voir Boumerdès (homonymie).
L'université M'Hamed Bougara de Boumerdès (arabe : جامعة امحمد بوڤرة بومرداس)  ou université de Boumerdès, est une université publique algérienne située dans la ville de Boumerdès.
Elle est classée par le U.S. News & World Report au 99e rang du classement régional 2016 des universités arabes.

## Présentation
Elle porte le nom de l'ex-colonel de ALN et chef de la Wilaya IV le défunt A'Mhamed Bougara dit M'Hamed.
En 2015, elle a 32534 étudiants.

## Histoire de l'université
Les étapes majeures de création de l'université sont les suivantes : 
1964 : Création du Centre Africain des Hydrocarbures et du Textile - CAHT, sous tutelle du Ministère de l’Industrie et de l’Énergie.
1973 : Restructuration du CAHT en deux instituts nationaux, sous tutelle du Ministère de l’Industrie et de l'Énergie :
- INHC : Institut National des Hydrocarbures et de la Chimie ;
- INIL : Institut National des Industries Légères.

1980 : Création de l’Institut National de Génie Électrique et Électronique - INELEC et de l’Institut national de génie mécanique - INGM, sous tutelle du Ministère de l'Industrie Lourde.
1983 : Exercice de la tutelle pédagogique du Ministère de l'Enseignement Supérieur et de la Recherche Scientifique sur l'ensemble des instituts nationaux.
1987 : Restructuration de l’INIL en trois instituts :
- INIM : Institut National des Industries Manufacturières ;
- INMC : Institut National des Matériaux de Construction ;
- INIA : Institut National des Industries Alimentaire.

1998 : Création de l’université par le décret exécutif n° 98-189 du 2 juin 1998 et sur la base du regroupement des six Instituts Nationaux suivants : INHC, INIM, INMC, INIA, INELEC et INGM. 
Création des trois Facultés : des Sciences, des Sciences de l'Ingénieur, et des Hydrocarbures et de la Chimie (Décret n° 98-395 du 2 décembre 1998).
2002 : Création de la Faculté de Droit et des Sciences Commerciales (Décret n° 02-109 du 3 avril 2002).
2005 : Création de la Faculté de Droit et de la faculté des sciences Économiques, des Sciences de Gestion et des Sciences Commerciales (Décret exécutif n° 06-270 du 16 août 2006 modifiant et complétant le décret exécutif n° 98-189 du 2 juin 1998).

## Organisation
Conformément au décret exécutif n° 10-15 du 12 janvier 2010 modifiant et complétant le décret exécutif n° 98-189 du 2 juin 1998, portant création de l’université, conformément aux dispositions de l’article 3 du décret exécutif n° 03-279 du 23 août 2003 : le nombre et la vocation des facultés et de l’institut composant l’Université de Boumerdès sont fixés comme suit :
- Faculté des Sciences ;
- Faculté des Sciences de l'Ingénieur ;
- Faculté des Hydrocarbures et de la Chimie ;
- Faculté de Droit ;
- Faculté des Sciences Économiques, Commerciales et des Sciences de Gestion ;
- Institut de Génie Électrique et Électronique.